# Bilbrook
Bilbrook är en civil parish i Storbritannien.   Den ligger i grevskapet Staffordshire och riksdelen England, i den södra delen av landet, 190 km nordväst om huvudstaden London. Antalet invånare är 4 569. Arean är 1 396 kvadratkilometer.
Terrängen i Bilbrook är platt åt nordost, men åt sydväst är den kuperad.